# Саводранка
Саводранка — река в России, протекает по Даниловскому району Ярославской области, в нижнем течении образует границу с Некрасовским районом. Сливаясь с рекой Поташевка, образует реку Вопша. Длина реки составляет 27 км, площадь водосборного бассейна — 90,3 км².
В 7 км от устья, по правому берегу реки впадает река Ухтанка; в 9,8 км от устья, по левому берегу реки впадает река Лапковка; выше по течению по правому берегу реки впадает река Левашевка.
Сельские населённые пункты у реки: Новенькое, Богородское, Юркино, Подольново, Захарино, Свиткино, Непрудское, Филино и Манжаково, Алексеево, Еремеево, Середки, Высоково. В нижнем течении протекает по болотистой местности.

## Данные водного реестра
Государственный водный реестр России рассматривает как одну реки Ухтанка (27 км), участок Саводранки между Ухтанкой и Вопшей (7 км) и Вопшу (10 км): длина этой реки составляет 44 км.
По данным государственного водного реестра России относится к Верхневолжскому бассейновому округу, водохозяйственный участок реки — Волга от Рыбинского гидроузла до города Кострома, без реки Кострома от истока до водомерного поста у деревни Исады, речной подбассейн реки — Волга ниже Рыбинского водохранилища до впадения Оки. Речной бассейн реки — (Верхняя) Волга до Куйбышевского водохранилища (без бассейна Оки).
Код объекта в государственном водном реестре — 08010300212110000011504.